# 1842年逝世人物列表
下面是1842年逝世的知名人士列表。
1842年逝世人物列表：1月 - 2月 - 3月 - 4月 - 5月 - 6月 - 7月 - 8月 - 9月 - 10月 - 11月 - 12月

## 1-6月

### 1月12日
- 約翰娜·施特根，德國女英雄

### 1月19日
- 約瑟夫·傑羅姆·西蒙，法國法學家和政治家

### 2月15日
- 卡洛·安德列亞·波佐·迪·博爾戈，科西嘉政治家、俄羅斯外交官

### 3月4日
- 詹姆斯·福滕，非裔美國人廢奴主義者

### 3月6日
- 康斯坦茨·莫札特，沃尔夫冈·阿马德乌斯·莫扎特的妻子

### 3月13日
- 撒母耳·艾爾斯（Samuel Eells），Alpha Delta Phi 兄弟會的美國創始人
- 亨利·施拉普內爾，英國軍官、發明家

### 3月15日
- 路易吉·凱魯比尼，義大利作曲家

### 3月23日
- 司湯達，法國小說家

### 3月30日
- 路易絲·伊莉莎白·維傑·勒布倫，法國畫家

### 5月8日
- 儒勒·杜蒙·德·烏爾維爾，法國探險家

### 5月12日
- 瓦倫蒂·萬科維奇，波蘭畫家

### 6月9日
- 瑪麗亞·達勒·多恩，博洛尼亞醫生

### 6月18日
- 弗朗索瓦-安德列·博丹，法國海軍上將

## 7-12月

### 7月13日
- 斐迪南·菲利普·德·奧爾良，法國王子

### 7月21日
- 蘿拉·霍利·瑟斯頓，美國詩人和教育家

### 7月25日
- 多米尼克·讓·拉裡，法國外科醫生

### 7月28日
- 克莱门斯·布伦塔诺，德國詩人

### 8月24日
- 萊昂娜·維卡里奧，墨西哥獨立戰爭領袖，安德列斯·金塔納·羅奧的妻子[1]

### 9月10日
- 威廉·霍布森，愛爾蘭出生的英國皇家海軍軍官，紐西蘭第一任總督，《懷唐伊條約》的合著
- 萊蒂西亞·克利斯蒂安·泰勒，美國第一夫人 (1841–1842 年)[2]

### 9月15日
- 弗朗西斯科·莫拉桑，宏都拉斯出生的政治家，中美洲聯邦共和國總統

### 10月2日
- 威廉·埃勒里·钱宁，美國一神論神學家，牧師

### 10月20日
- 格蕾絲·達林，英國女英雄

### 10月24日
- 贝尔纳多·奥希金斯，獨立后第一位智利國家元首

### 10月25日
- 桑普森·索爾特·布洛爾斯，美國律師、法學家

### 12月1日
- 菲力浦·斯賓塞 （Philip Spencer），Chi Psi 兄弟會的美國創始人，薩默斯號航空母艦上的見習官，因叛變而被絞死。[3]

### 12月12日
- 羅伯特·霍爾丹，英國神學家

### 12月24日
- 吉利斯勳爵亞當·吉利斯，蘇格蘭法官

## 日期不詳
- 諾迪拉，烏茲別克詩人、女政治家